# 張喜 (将軍)
張 喜または張 憙（ちょう き、生没年不詳）は、後漢の人物。

## 事績
『魏志』武帝紀と蔣済伝によると建安13年（208年）12月、赤壁の戦いののちに曹操が孫権に攻められた合肥の援軍に派遣した将軍であり、蔣済とともに1000名の兵を率いて合肥に向かい、汝南を通過する際にその兵を指揮させることになっていた。
しかし、張喜らの率いる兵は合肥に向かうさなかに疫病で数が減っていたため蔣済は一計を案じ、3組の使者に張喜率いる4万の騎馬・歩兵が向かっているので迎え入れる用意をするようにと指示を書いた書簡を持たせて揚州刺史に送った。3組の使者の内、2組は孫権に捕まり1組は無事に刺史の元にたどり着いた。蔣済の書簡を読んだ孫権は張喜率いる4万の兵が来ることを信じ、合肥の囲みを解いて兵を引き上げた（合肥の戦い）。